# Liste der Museen in Berlin und Umgebung

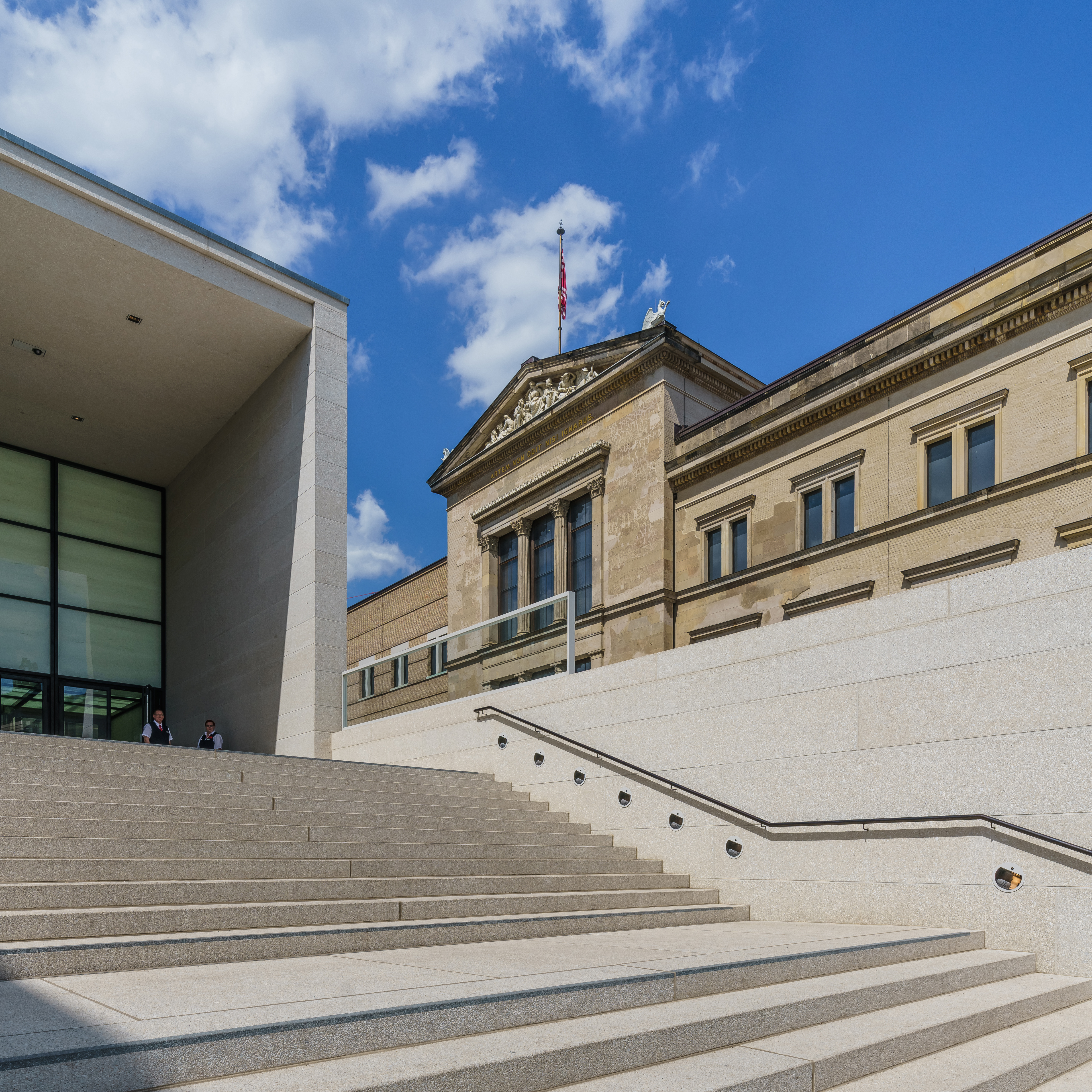
Im Vordergrund die James-Simon-Galerie, dahinter das Neue Museum

Die Liste der Museen in Berlin und der näheren Umgebung enthält Artikel zu Museen, Sammlungen und Ausstellungshäusern in Berlin und der näheren Umgebung, insbesondere Potsdam. Sie ist alphabetisch sortiert, wobei in Ausnahmefällen sowohl der offizielle Name als auch ein abweichender, bekannterer Namen aufgeführt werden, so dass einige wenige Museen doppelt eingeordnet sind. Die Zusammenstellung erhebt keinen Anspruch auf Vollständigkeit.
Die Liste umfasst auch historische Sammlungen und Einrichtungen.

## A
- Abguss-Sammlung antiker Plastik

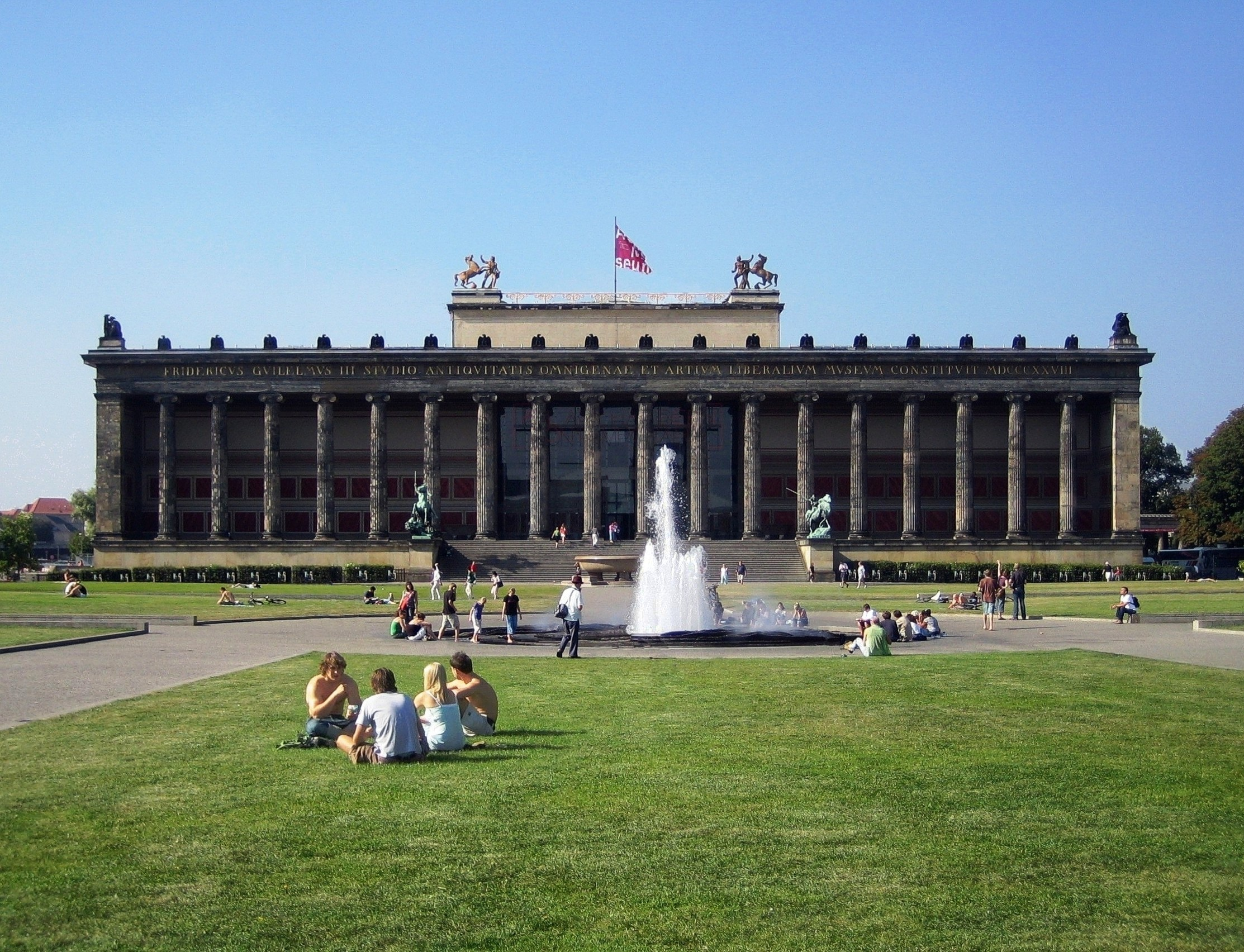
Altes Museum auf der Museumsinsel

- Ägyptisches Museum und Papyrussammlung
- Akademie der Künste
- Aktives Museum Faschismus und Widerstand in Berlin
- AlliiertenMuseum
- Alte Nationalgalerie
- Altes Museum (Antikensammlung)
- Anne Frank Zentrum
- Anti-Kriegs-Museum
- Architekturmuseum der Technischen Universität Berlin

## B
- Barnim-Panorama
- Bauhaus-Archiv / Museum für Gestaltung
- Beate Uhse Erotik-Museum (1996–2014)
- Berliner Medizinhistorisches Museum der Charité
- Berliner Phonogramm-Archiv
- Berliner S-Bahn-Museum
- Berliner Unterwelten
- Berliner Waldmuseum
- Berlinische Galerie
- Berlin Story Bunker
- Bonhoeffer-Haus
- Blindenwerkstatt Otto Weidt
- Bode-Museum
- Botanisches Museum
- Bröhan-Museum
- Brücke-Museum Berlin
- Buchstabenmuseum

## C
- Castans Panopticum (1869–1922)
- Centrum Judaicum
- C/O Berlin
- Computerspiele Museum Berlin

## D

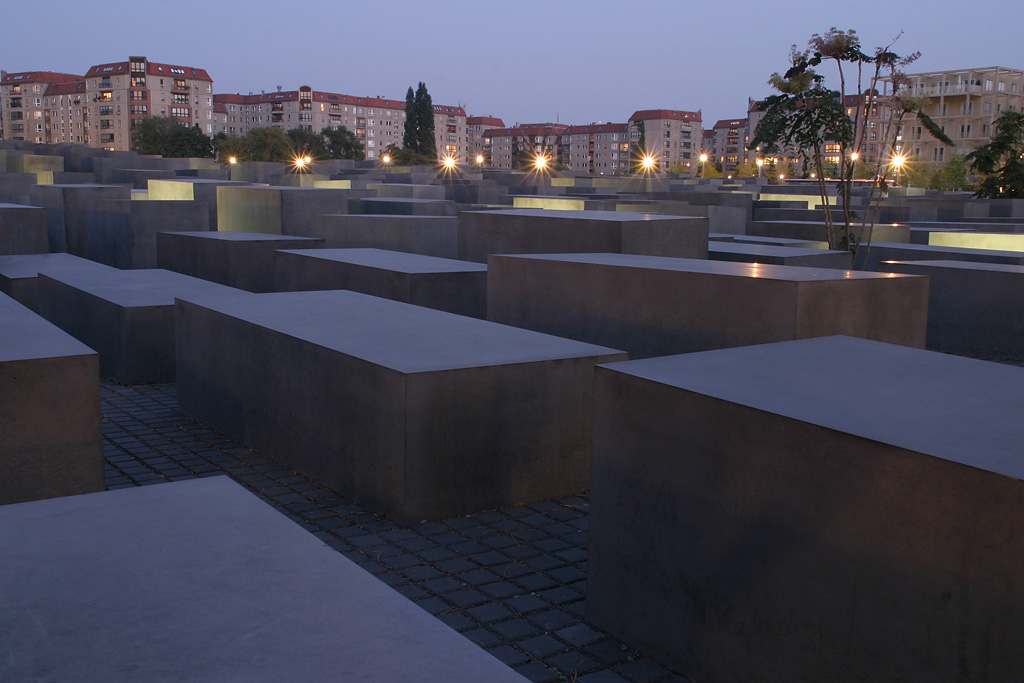
Denkmal für die ermordeten Juden Europas; zwischen Stelen ein Ort der Information

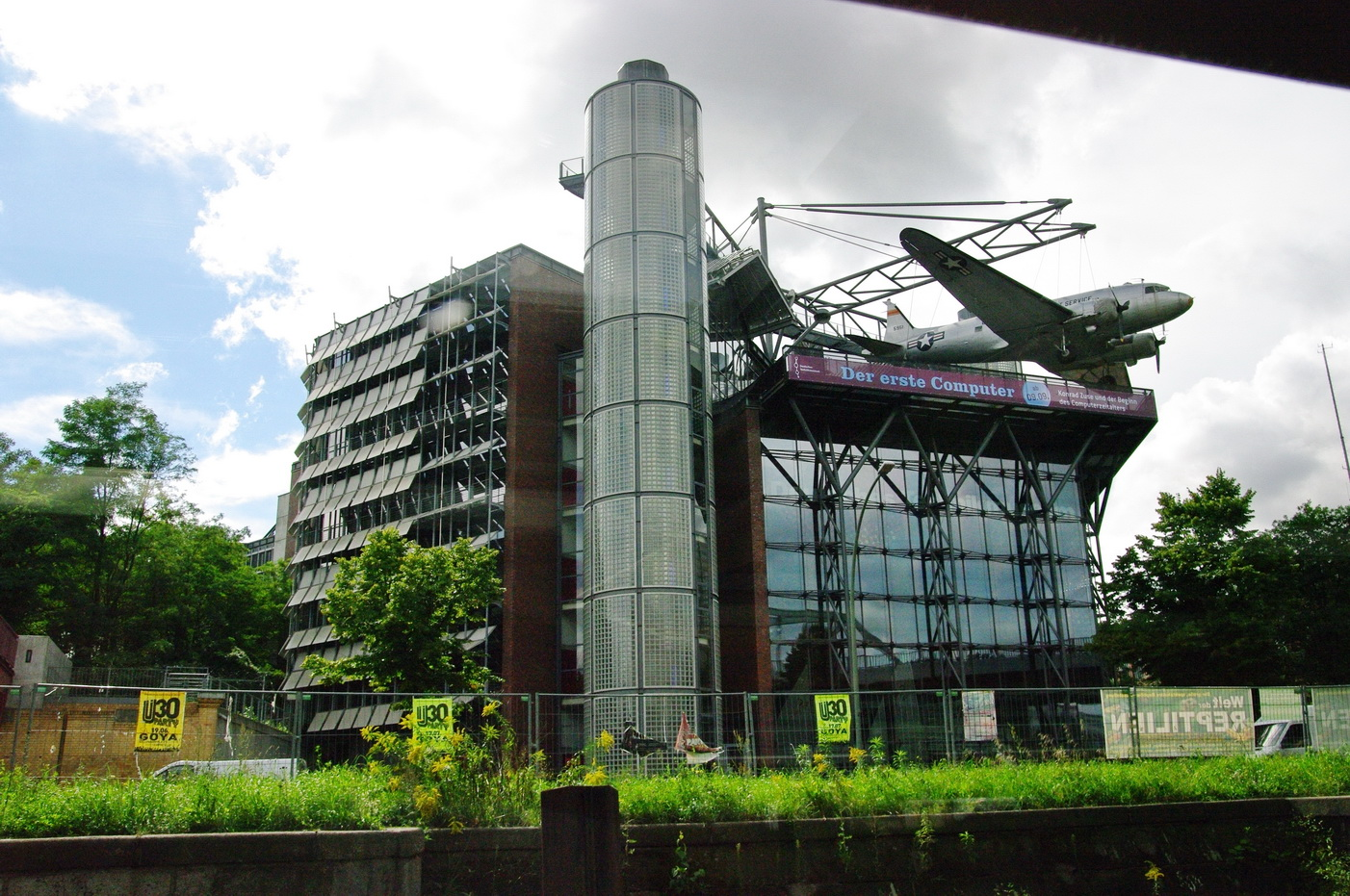
Deutsches Technikmuseum

- Dalí – Die Ausstellung am Potsdamer Platz (2009–2021)
- DDR-Museum
- DDR Museum: Motorrad
- Denkmal für die ermordeten Juden Europas (Ort der Information)
- Designpanoptikum
- Deutsche Kinemathek
- Deutsches Blindenmuseum (vorübergehend geschlossen)
- Deutsches Guggenheim (1997–2012)
- Deutsches Historisches Museum
- Deutsches Kolonialmuseum (1899–1915)
- Deutsches Museum (1930–1939)
- Deutsches Pressemuseum im Ullsteinhaus
- Deutsches Rundfunk-Museum
- Deutsches Spionagemuseum
- Deutsches Technikmuseum
- Deutschlandmuseum
- Disgusting Food Museum Berlin
- Dokumentationszentrum NS-Zwangsarbeit
- Domäne Dahlem

## E
- Energie-Museum Berlin
- Erinnerungsstätte Notaufnahmelager Marienfelde
- Ermelerhaus (Zweigstelle des Märkischen Museums, 1932–1945)
- Ethnologisches Museum

## F
- Feuerwehrmuseum Berlin
- FHXB Friedrichshain-Kreuzberg Museum
- Filmmuseum Berlin
- Filmmuseum Potsdam
- Forschungs- und Gedenkstätte Normannenstraße (Stasimuseum)
- Fort Hahneberg
- Friedrichswerdersche Kirche
- Futurium

## G
- Galerie Alte Schule Adlershof
- Galerie Schwartzsche Villa
- Game Science Center
- Gaslaternen-Freilichtmuseum Berlin
- Gedenk‑ und Begegnungsstätte Leistikowstraße, Potsdam
- Gedenk- und Bildungsstätte – Haus der Wannsee-Konferenz
- Gedenkstätte Berliner Mauer
- Gedenkstätte Berlin-Hohenschönhausen
- Gedenkstätte Deutscher Widerstand
- Gedenkstätte Köpenicker Blutwoche
- Gedenkstätte Plötzensee am Gefängnis Plötzensee
- Gemäldegalerie
- Georg Kolbe Museum
- Gipsformerei
- Grünauer Wassersportmuseum
- Gründerzeitmuseum im Gutshaus Mahlsdorf

## H
- Hamburger Bahnhof – Nationalgalerie der Gegenwart
- Hanfmuseum Berlin
- Haus am Kleistpark
- Haus am Lützowplatz
- Haus am Waldsee
- Heimat- und Stadtteilmuseen: 
  - Museum Charlottenburg-Wilmersdorf in der Villa Oppenheim
  - Heimatmuseum Friedrichshain (1991–2004)
  - FHXB Friedrichshain-Kreuzberg Museum
  - Museum Köpenick
  - Museum Lichtenberg im Stadthaus
  - Mitte-Museum
  - Museum Neukölln
  - Museum Pankow
  - Prenzlauer Berg Museum (1992–2001)
  - Museum Reinickendorf
  - Stadtgeschichtliches Museum Spandau
  - Steglitz-Museum
  - Museen Tempelhof-Schöneberg
  - Museum Treptow
  - Heimatmuseum Zehlendorf
- Helmut Newton Stiftung
- Historische Mühle im Park von Sanssouci, Potsdam
- Historischer Hafen Berlin
- Holocaust-Mahnmal (Denkmal für die ermordeten Juden Europas, Ort der Information)
- Hugenottenmuseum
- Humboldt Forum

## I
- Illuseum Berlin
- Industriesalon Schöneweide

## J
- Jagdschloss Grunewald
- Jagdschloss Stern
- James-Simon-Galerie
- Jan Bouman Haus, Potsdam
- Jugend Museum
- Jüdisches Museum Berlin

## K
- The Kennedys (2006–2019)
- Keramik-Museum Berlin
- Kindermuseum unterm Dach – Alte Mälzerei Lichtenrade
- Klingendes Museum
- Königliches Bau- und Verkehrsmuseum (auch Lokomotivenmuseum, 1906–1986)
- Georg Kolbe Museum
- Käthe-Kollwitz-Museum
- KPM-Porzellansammlung des Landes Berlin im Belvedere von Schloss Charlottenburg
- Kulturforum Berlin
- Kunstbibliothek
- Kunstgewerbemuseum
- Kunsthaus Dahlem
- Kupferstichkabinett
- Kurt-Mühlenhaupt-Museum
- KW Institute for Contemporary Art

## L

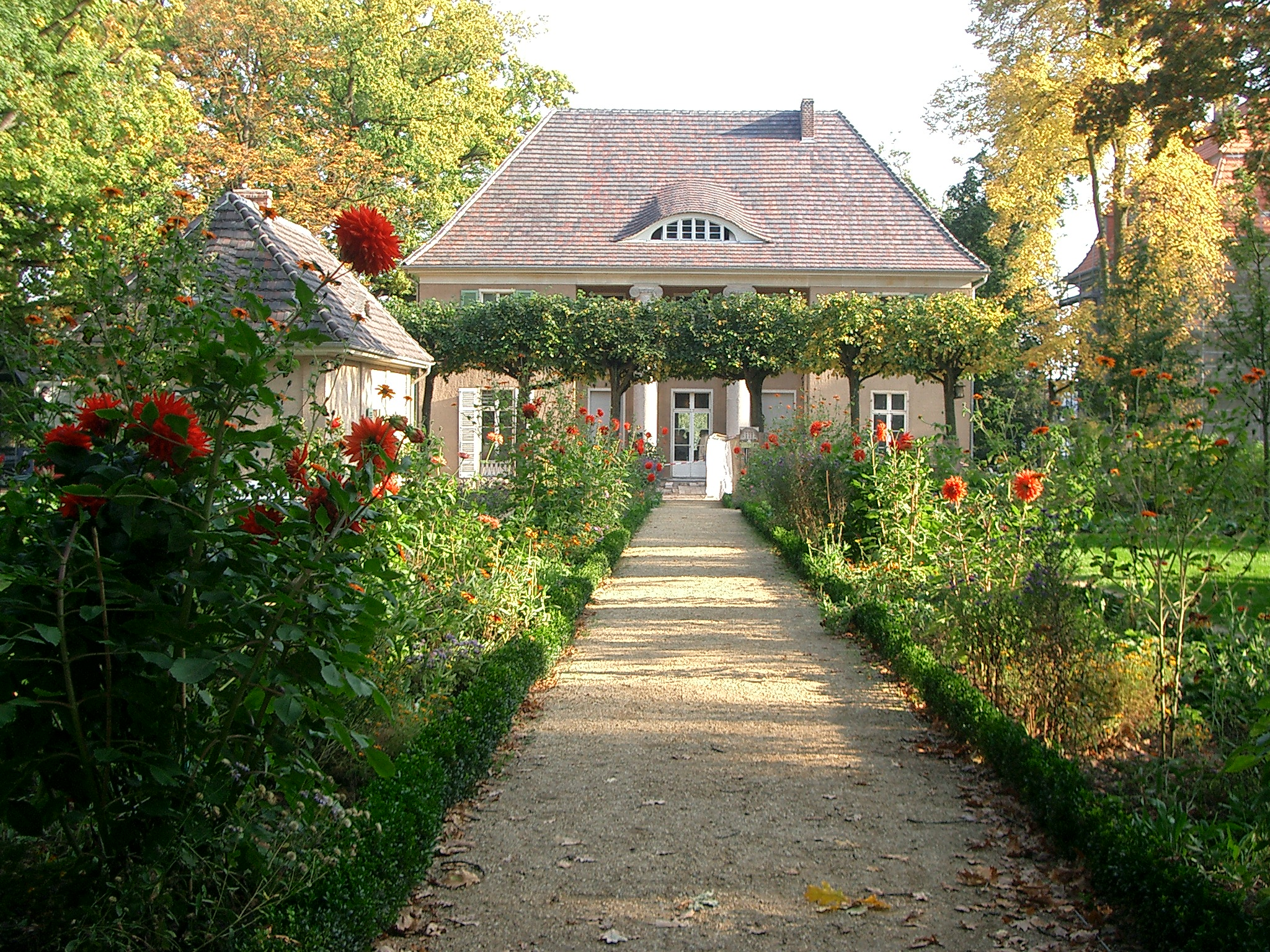
Liebermann-Villa

- Labyrinth Kindermuseum Berlin
- Lapidarium
- Liebermann-Villa

## M
- MACHmit! Museum für Kinder
- Madame Tussauds
- Märkisches Museum
- Marmorpalais, Potsdam
- Martin-Gropius-Bau
- Mauermuseum – Museum Haus am Checkpoint Charlie
- Me Collectors Room (2010–2020)
- Mercedes-Benz Art Collection
- Mies-van-der-Rohe-Haus
- Militärhistorisches Museum Flugplatz Berlin-Gatow
- Mitte Museum
- Mori-Ōgai-Gedenkstätte
- Musée Sentimental
- Münzkabinett
- Museumszentrum Berlin-Dahlem
- Werkbundarchiv – Museum der Dinge
- Museum Barberini, Potsdam
- Museum Berggruen
- Museum Berlin-Karlshorst
- Museum der Stille
- Museum der unerhörten Dinge
- Museum Ephraim-Palais
- Museum Europäischer Kulturen
- Museum Fluxus Plus, Potsdam
- Museum für Asiatische Kunst
- Museum für Fotografie
- Museum für Islamische Kunst
- Museum für Kommunikation
- Museum für Meereskunde (1900–ca. 1945)
- Museum für Naturkunde
- Museum für Vor- und Frühgeschichte
- Museum im Wasserwerk Friedrichshagen
- Museum in der Kulturbrauerei
- Museum Kesselhaus Herzberge
- Museum Knoblauchhaus
- Museum Pankow
- Museumsdorf Düppel
- Museumsinsel
- Museumszentrum Berlin-Dahlem
- Musikinstrumenten-Museum

## N
- Naturkundemuseum Potsdam

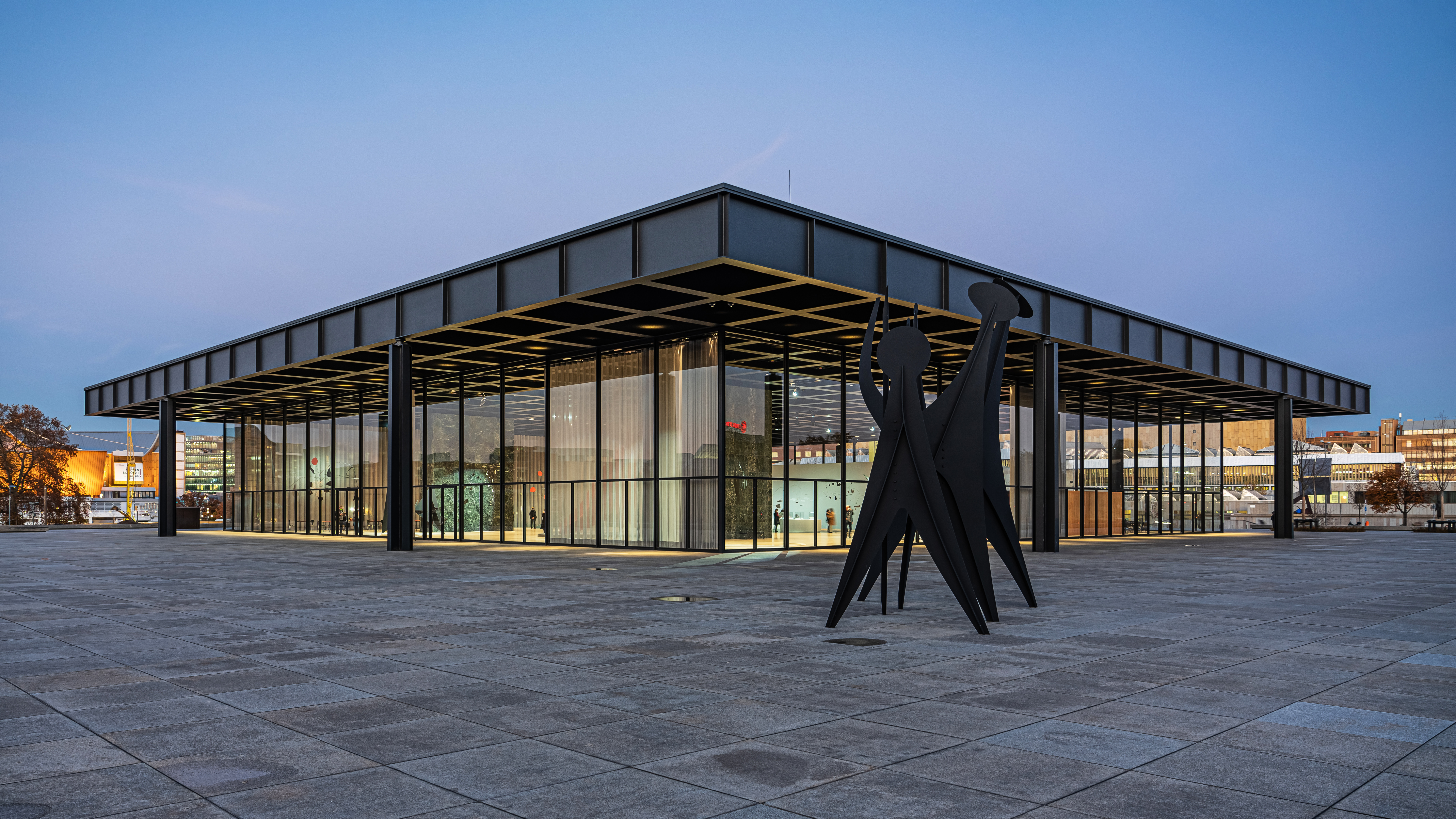
Neue Nationalgalerie

- Neue Abteilung der Nationalgalerie Berlin im Kronprinzenpalais (1919–1937)
- Neue Nationalgalerie
- Neues Museum
- Nicolaihaus (1910–1936 Lessing-Museum)
- Nikolaikirche

## O
- Orangerieschloss, Potsdam

## P
- PalaisPopulaire
- Pergamonmuseum
- Polizeihistorische Sammlung
- Potsdam Museum, Potsdam
- Prenzlauer Berg Museum (1992–2001)
- Puppentheater-Museum

## R
- Ramones-Museum
- Rotkreuz-Museum
- Ruhmeshalle (1891–1945)

## S
- Sammlung Scharf-Gerstenberg
- SamuraimuseumSchloss Köpenick
- Schloss Babelsberg, Potsdam
- Schloss Britz
- Schloss Caputh, Potsdam
- Schloss Cecilienhof, Potsdam
- Schloss Charlottenhof, Potsdam
- Schloss Charlottenburg
- Schloss Friedrichsfelde
- Schloss Glienicke
- Schloss Sanssouci, Potsdam
- Schloss Schönhausen
- Schloss Köpenick
- Schloss Pfaueninsel
- Schloss Sanssouci
- Schöneberg Museum
- Schriftmuseum Rudolf Blanckertz
- Schwules Museum
- Science Center Spectrum

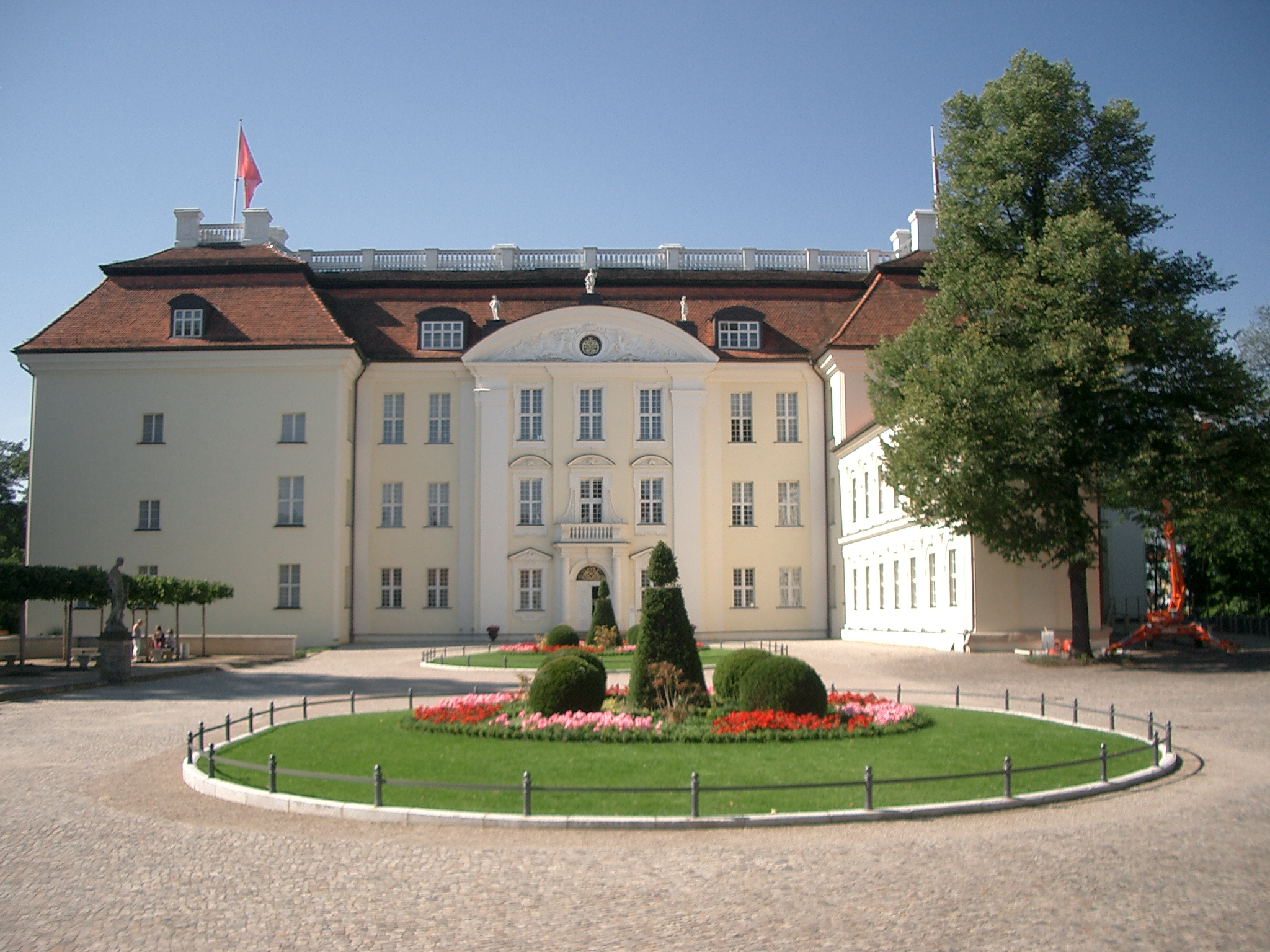
Schloss Köpenick

- Skulpturensammlung und Museum für Byzantinische Kunst
- Spandovia Sacra: Museum der St. Nikolaigemeinde Spandau
- Sportmuseum Berlin (geschlossen bis 2025)
- Staatliche Museen zu Berlin
- Stasimuseum
- Stiftung Stadtmuseum Berlin

## T
- Topographie des Terrors
- Trabi Museum Berlin

## U
- U-Bahn-Museum

## V
- Das Verborgene Museum (1986–2022)
- Villa Oppenheim
- Vorderasiatisches Museum

## W
- Wasserwerk Friedrichshagen
- Werkbundarchiv – Museum der Dinge
- Wilhelm-Foerster-Sternwarte

## Z
- Zeughaus
- Zille-Museum
- Zitadelle Spandau
- Zucker-Museum